# Ващенко, Евгений Петрович
Евгений Петрович Ващенко (27 января 1887, Щигры — 20 марта 1979, София) — русский и болгарский график, живописец, сценограф.
Родился в городе Щигры Курской губернии Российской империи. В Санкт-Петербурге окончил училища: государственное реальное и частное по живописи и рисунку. Здесь же начал свою работу в области графики, иллюстрации, декоративной скульптуры и театральной живописи, сотрудничал как художник и писатель с журналом «Беседа» и газетой «Русь». С 1921 года жил в Болгарии. Преподавал рисование в гимназии города Луковит, техническом училище имени Христо Ботева в Софии, работал портретистом, иллюстратором (в частности, в детском журнале «Светулка»), художником-декоратором Государственного музыкального театра имени С. Македонского, оформлял сцены Народного театра имени И. Вазова, Народной оперы, Молодёжного театра и других. Один из основателей Союза русских художников-эмигрантов в Болгарии, член Союза болгарских художников. Участвовал в выставках, лауреат многих конкурсов, награждён орденами Кирилла и Мефодия.